# Lumberg Holding

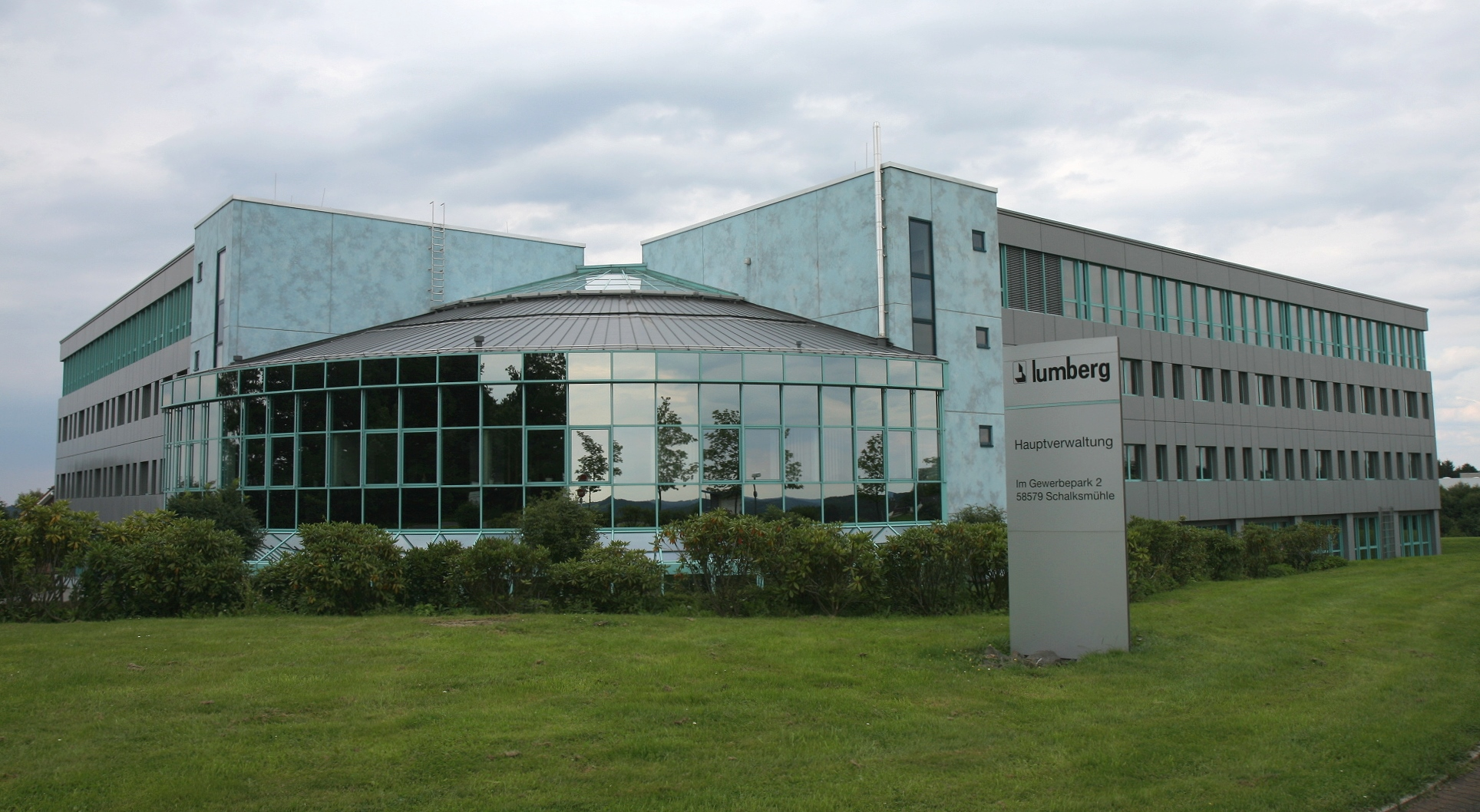
Standort Schalksmühle

Die Lumberg Holding GmbH & Co. KG ist die Konzern-Obergesellschaft der Lumberg-Gruppe, einem Familienunternehmen mit Stammsitz in Schalksmühle, das in der Elektrotechnik tätig ist.
Kompetenzen bestehen insbesondere in der eigenen Entwicklung, Fertigung und im weltweiten Vertrieb von elektromechanischen Bauelementen und mechatronischen Komponenten im Bereich der Anschluss- und Verbindungstechnik. Seit der Gründung 1933 erweiterte sich die Bandbreite der Fähigkeiten vom Hersteller von Steckverbindern über Mikrokontaktelemente, komplexe Baugruppenentwicklungen hin zum Entwicklungsdienstleister komplexer Systeme für die Industrie. Schwerpunkte der Verbindungslösungen und kundenspezifischer Produkte bilden Partnerschaften in der Automobil-, Hausgeräte-, Gebäudetechnik-, Kommunikations- und Unterhaltungselektronikindustrie.

## Unternehmen
Den Hauptteil des Sortiments bilden Steckverbindersysteme und kundenspezifische Baugruppen. Darunter fallen Steckverbinder für eine Vielzahl von Leiterplatten-Anwendungen, Rundsteckverbinder, Anschlussklemmen sowie Verkabelungslösungen. Lumberg gilt als Erfinder der M8- bzw. M12-Rundsteckverbinder, die heute den Maßstab in der Automatisierungstechnik darstellen: 1982 wurde die erste wasserdichte, dreipolige Kupplung mit einer 7/8-Zoll-Verschraubung mit vormontiertem und umspritzten Kabel angeboten (Typ RK 30). Für den europäischen Markt wurde davon der deutlich kleinere M12 abgeleitet. Im Bereich der RAST-Steckverbinder (seit 1986) in Schneidklemmtechnik (IDT) gilt Lumberg auf Basis der Breite und der hier angebotenen Artikelvielfalt als Weltmarktführer. 1998 kam die von der Fachpresse „Lumberg-Stecker“ genannte Gerätebuchse bzw. der Kabelstecker für Siemens-Mobiltelefone auf den Markt: Eine Schnittstelle, welche die Ladefunktion und die Datenanbindung zum PC in nur einem Steckverbinder ermöglichte.
Mit SmartSKEDD kam 2018 erstmals ein Steckverbinder auf den Markt, der reversibles Direktstecken an jeder beliebigen Position auf der Leiterplatte in IDT ermöglichte – bisher war der Direktsteckverbinder ein Synonym für einen auf den Rand einer Leiterplatte gesteckten Steckverbinder bzw. die Kontaktierung auf der Leiterplatte erfolgte irreversibel, etwa durch Löten. Möglich machte dies die patentierte SKEDD-Technik.
Lumberg hat Tochtergesellschaften in:
- Schalksmühle (Lumberg Connect GmbH)
- Cloppenburg (Lumberg Connect GmbH)
- Świebodzin Polen (Lumberg Polska Sp. z o.o. Sp. k.)
- Singapur (Lumberg Asia Pacific Pte. Ltd.)
- Shanghai (Lumberg Electronics (Shanghai) Ltd.)
- Newbury (UK) (Lumberg Ltd.)
- North Chesterfield (Virginia, USA) (Lumberg Inc.)
- sowie in Frankreich und der Türkei

## Unternehmensgeschichte
Das Unternehmen wurde 1933 von Erich und Karl Lumberg für den „Handel und Fabrikation von Radio-Artikeln“ gegründet. Das erste Produkt war die „Eierkette“, eine Kette aus Porzellanisolatoren zum Abspannen von Antennen auf Hausdächern. 1934 entstanden die ersten Steckverbinder: Bananenstecker, Relaisfassungen, Zenith-Blitzschutzautomaten und Röhrenfassungen für Fernseher, die in hohen Stückzahlen verkauft wurden.
Das Unternehmen erweiterte 1970 seine Fertigungskapazität mit dem Werk Cloppenburg, 1988 wurde die Fertigungsstätte in Schalksmühle um ein weiteres Werk erweitert, das 2004 nochmals erweitert wurde. 2007 wurde Lumberg Polska mit Produktionswerk in Świebodzin gegründet. Kurz nach der Wiedervereinigung baute Lumberg auf dem ehemaligen Robotron-Gelände in Hoyerswerda eine Fertigung für Automatisierungs-Steckverbinder auf. International erweiterte Lumberg sein Vertriebsnetz 1976 durch Gründungen von Tochtergesellschaften in den Niederlanden und in Frankreich, 1977 in Großbritannien, 1985 in den USA, 1994 in Singapur, 2000 folgte China.
Nachdem 2006 mit BenQ Mobile (entstand erst 2005 durch die Übernahme der Handysparte von Siemens Mobile der Siemens AG und der Zusammenlegung mit der eigenen BenQ-Telekommunikationssparte) der mit Abstand größte Kunde in die Insolvenz gegangen war, musste Lumberg harte Restrukturierungsmaßnahmen ergreifen, da BenQ Mobile ausstehende hohe Verbindlichkeiten bei Lumberg nicht bedienen konnte. Die Lumberg Automation Components GmbH wurde als Folge davon rückwirkend zum 1. Januar 2007 an das amerikanische Unternehmen Belden verkauft.
Am 2. Dezember 2009 übernahm die Familie Helbert das Unternehmen Lumberg ganz. Meike Helbert (heute Meike Schmidt), Enkelin von Erich Lumberg, trat in die Geschäftsführung ein. Der Familienstamm des anderen Firmengründers verkaufte seine Anteile und schied aus dem Unternehmen aus. Meike Schmidt hält heute (durchgerechnet) 78,5 % der Unternehmensanteile. Der Rest verteilt sich auf zwei weitere Familienmitglieder.
2016 erfolgte der Wiedereintritt in den Markt der Automatisierungstechnik mit der Schwestergesellschaft Lutronic Holding GmbH ebenfalls mit Sitz in Schalksmühle.